# اتفاقية القاهرة 1972
اتفاقية القاهرة 1972، هي أتفاقية تمت في 28 أكتوبر 1972، في القاهرة بين الجمهورية العربية اليمنية وجمهورية اليمن الديمقراطية الشعبية باسم شعب اليمن للإتفاق على قيام الوحدة اليمنية.

## خلفية
أعلنت إذاعة عدن في 22 فبراير 1972 عن مقتل 65 من شيوخ القبائل الشمالية، وقيل أن حكومة عدن جمعتهم في خيمة ثم نسفت الخيمة بمن فيها . بدأت المليشيات القبلية الحرب وفي سبتمبر 1972 نشب نزاع مسلح بين القوات الشمالية والقوات الجنوبية في مناطق الحدود، أدت وساطة عربية لإيقاف القتال.

## الاتفاقية
في الفترة 13 سبتمبر ـ 28 أكتوبر 1972 اجتمع وفدي الشطرين في القاهرة، برئاسة كلٍ من، علي ناصر محمد رئيس وزراء الشطر الجنوبي، ومحسن العيني رئيس مجلس وزراء الشطر الشمالي، مع لجنة التوفيق العربية المشكلة بقرار مجلس جامعة الدول العربية رقم 2961، بتاريخ 13 سبتمبر 1972م، لتسوية الخلافات والاتفاق على قيام دولة الوحدة، وفي 28 أكتوبر تم توقيع الإتفاق .

## إتفاقية القاهرة
| اتفاقية القاهرة 1972 | اتفاقية القاهرة(28 أكتوبر 1972م) في تاريخ 21 رمضان 1392هـ الموافق 28 أكتوبر 1972م إن حكومتي الجمهورية العربية اليمنية وجمهورية اليمن الديمقراطية الشعبية باسم شعب اليمن الواحد وباسم الأمة العربية وانطلاقاً من واقع المسئولية التاريخية والمسئولية القومية. وإيماناً بأن شعب اليمن وأرضه وحدة واحدة لا تقبل التجزئة والانقسام وإن هذه الحقيقة قد أثبتت نفسها على مر التاريخ برغم كل محاولات ترسيخ الانقسام وخلق الحواجز والسدود والحدود. ووفاء لنضال وتضحيات الشعب اليمني على طول التاريخ في سبيل القضاء على نظام الإمامة الملكي المتخلف في شمال الوطن والسيطرة الاستعمارية في جنوبه. وحرصاً على تعزيز وتدعيم النضال الوطني التقدمي في اليمن وتأكيداً بأن الوحدة اليمنية هي الأساس في بناء مجتمع يمني حديث يضمن الحريات الديمقراطية لكافة القوى الوطنية المعادية للاستعمار والصهيونية وهي الأساس لبناء اقتصاد وطني مستقل ولحماية استقلال وسيادة اليمن من أي تدخل أو عدوان خارجي. وتأكيداً بأن الوحدة اليمنية الشاملة بالإضافة أنها قضية المصير الحتمي هي قضية التقدم والحضارة والازدهار للشعب اليمني. وثقة بأن الوحدة اليمنية الشاملة فوق أنها أمل كل يمني على طول رقعة اليمن هي حاجة أساسية لتوطيد دعائم الاستقلال السياسي وبناء اقتصاد وطني مستقل وهي أيضا ضرورة قومية لأنها تمكن اليمن من المساهمة في الكفاح الذي تخوضه الأمة العربية ضد التحالف الإمبريالي الصهيوني كما أنها تشكل خطوة جادة نحو تحقيق وحدة الأمة العربية بأسرها. وتجاوباً مع الجهود الصادقة التي بذلتها لجنة التوفيق العربية والمشكلة بقرار مجلس جامعة الدول العربية رقم (2961 )بتاريخ 13/9/1972م من أجل تسوية الخلافات بين شطري اليمن وهي الجهود التي تمثل اهتمام الأمة العربية بواقع شعب اليمن ومستقبله. وعملا بأحكام المادة التاسعة من ميثاق جامعة الدول العربية. فقد اتفقت الحكومتان على قيام دولة موحدة تجمع شطري اليمن شماله وجنوبه وذلك وفقاً للأسس والمبادئ الواردة فيما بعد. - مادة (1): تقوم وحدة بين دولتي الجمهورية العربية اليمنية وجمهورية اليمن الديمقراطية الشعبية تذوب فيها الشخصية الدولية لكل منهما في شخص دولي واحد وقيام دولة يمنية واحدة. - مادة (2): يكون للدولة الجديدة 1. علم واحد وشعار واحد. 2. عاصمة واحدة 3. رئاسة واحدة 4. سلطات تشريعية وتنفيذية وقضائية واحدة - مادة (3): 1. نظام الحكم في الدولة الجديدة نظام جمهوري وطني ديمقراطي 2. يضمن دستور الوحدة جميع الحريات الشخصية والسياسية والعامة للجماهير كافة ولمختلف مؤسساتها ومنظماتها الوطنية والمهنية والنقابية وتتخذ جميع الوسائل الضرورية لكفاية ممارسة الحريات. 3. تضمن دولة الوحدة جميع المكاسب التي حققتها ثورتا سبتمبر وأكتوبر. وسائل تحقيق الوحدة وقيام الدولة الجديدة - مادة (4): كخطوة أولى نحو تحقق الوحدة تتخذ الإجراءات اللازمة نحو عقد مؤتمر قمة يجمع رئيسي الدولتين للنظر في الإجراءات الفورية اللازمة لإتمام الوحدة على أن يعقد هذا المؤتمر في الموعد الذي يحدده رئيساً الحكومتين. - مادة (5): يختار كل من رئيس الدولتين ممثلاً شخصيا له ويشرف هذان الممثلان على أعمال اللجان الفنية الواردة في المادة (7). - مادة (6): تستمر جامعة الدول العربية في تقديم مساعداتها اللازمة لإنجاح هذه الوحدة بناء على رغبة الدولتين. - مادة (7): يشكل مؤتمر القمة للدولتين اللجان الفنية المشتركة من عدد متساو من ممثلي الدولتين لتوحيد الأنظمة والتشريعات القائمة في كل منهما.. وتحديد فترة زمنية أقصاها سنة لانتهاء هذه اللجان من المهام المعهودة بها إليها. وتبدأ هذه السنة من تاريخ توقيع هذا الاتفاق. - مادة (8): تشكل اللجان الفنية المشتركة من ممثلي الدولتين على مستوى عال ومن المختصين، ويحق لهذه اللجان تكوين لجان فرعية لتسهيل أعمالها ، وتتألف هذه اللجان من:- 1. لجنة الشئون الدستورية : وتختص بوضع مشروع الدستور 2. لجنة الشئون الخارجية والتمثيل الديبلوماسي والقنصلي:وتختص بتوحيد السياسة الخارجية للدولتين ووضع الأسس للسياسة الخارجية للدولة الجديدة الموحدة. 3. لجنة الشئون الاقتصادية والمالية:وتختص بالشئون الاقتصادية والجمارك والتنمية الاقتصادية والنظام النقدي الموحد وميزانية الدولة. 4. لجنة الشئون التشريعية والقضائية:وتختص بتوحيد التشريعات ووضع الأنظمة الموحدة للقضاء 5. لجنة شئون التربية والثقافة والاعلام :وتختص بشئون التعليم في كافة مراحله والثقافة والإعلام. 6. لجنة الشئون العسكرية:وتختص بالدفاع والقوات المسلحة وتوحيدها 7. لجنة الشئون الصحية:وتختص بالشئون العلاجية والمستشفيات وما إلى ذلك. 8. لجنة الإدارة والمرافق العامة : وتختص بنظام الحكم المحلي ومرافق الدولة وتسييرها - مادة (9): عند انتهاء لجنة الشئون الدستورية من وضع مشروع الدستور يطرح من قبل الدولتين على المجالس التشريعية المختصة للموافقة عليه طبقاً للأنظمة الدستورية لكل منهما. - مادة (10): 1. يقوم رئيسا الدولتين بتفويض السلطتين التشريعيتين في القطرين بتنظيم عمليتي الاستفتاء على الدستور وانتخاب سلطة تشريعية موحدة للدولة الجديدة طبقاً للدستور الجديدة. 2. تنفيذاً لذلك يشكل رئيسا الدولتين لجنة وزارية مشتركة تضم إلى عضويتها وزيري الداخلية في كلا الشطرين لكي تقوم بالإشراف على هذه الأعمال وذلك خلال ستة أشهر على الأكثر من تاريخ موافقة السلطات التشريعية في الدولتين على مشروع الدستور. ويكون لهذه اللجنة كافة الصلاحيات اللازمة للقيام بمهمتها. 3. ويدعو رئيسا الدولتين جامعة الدول العربية لإيفاد ممثلين عنها للمشاركة في أعمال اللجنة - مادة (11): تحل المجالس التشريعية في الدولتين فور إقرار مشروع الدستور الجديد بالاستفتاء الشعبي. - مادة (12): في حالة موافقة الشعب على مشروع الدستور يمكن قيام الدولة الجديدة طبقاً للدستور. - مادة (13): يعمل بأحكام الدستور الجديد فور إقراره. - مادة (14): تنفيذاً لما ورد في بيان لجنة التوفيق وعملا بأحكام المواد السابقة يقرر الطرفان التزامهما الكامل بهذه الأحكام وتنفيذها. - مادة (15): حررت هذه الوثيقة من ثلاث نسخ تسلم كل طرف النسخة الخاصة به وتحفظ النسخة الثالثة لدى الأمانة العامة لجامعة الدول العربية. وقع هذه الوثيقة المندوبون المفوضون بذلك عن جمهورية اليمن الديمقراطية الشعبية : علي ناصر محمد محسن العيني عن الجمهورية العربية اليمنية : رئيس مجلس الوزراء وزير الدفاع رئيس مجلس الوزراء وزير الخارجية | اتفاقية القاهرة 1972 |

## وصلات خارجية
- احداث ماقبل الوحدة اليمنية